# 國家圖書館 (新加坡)

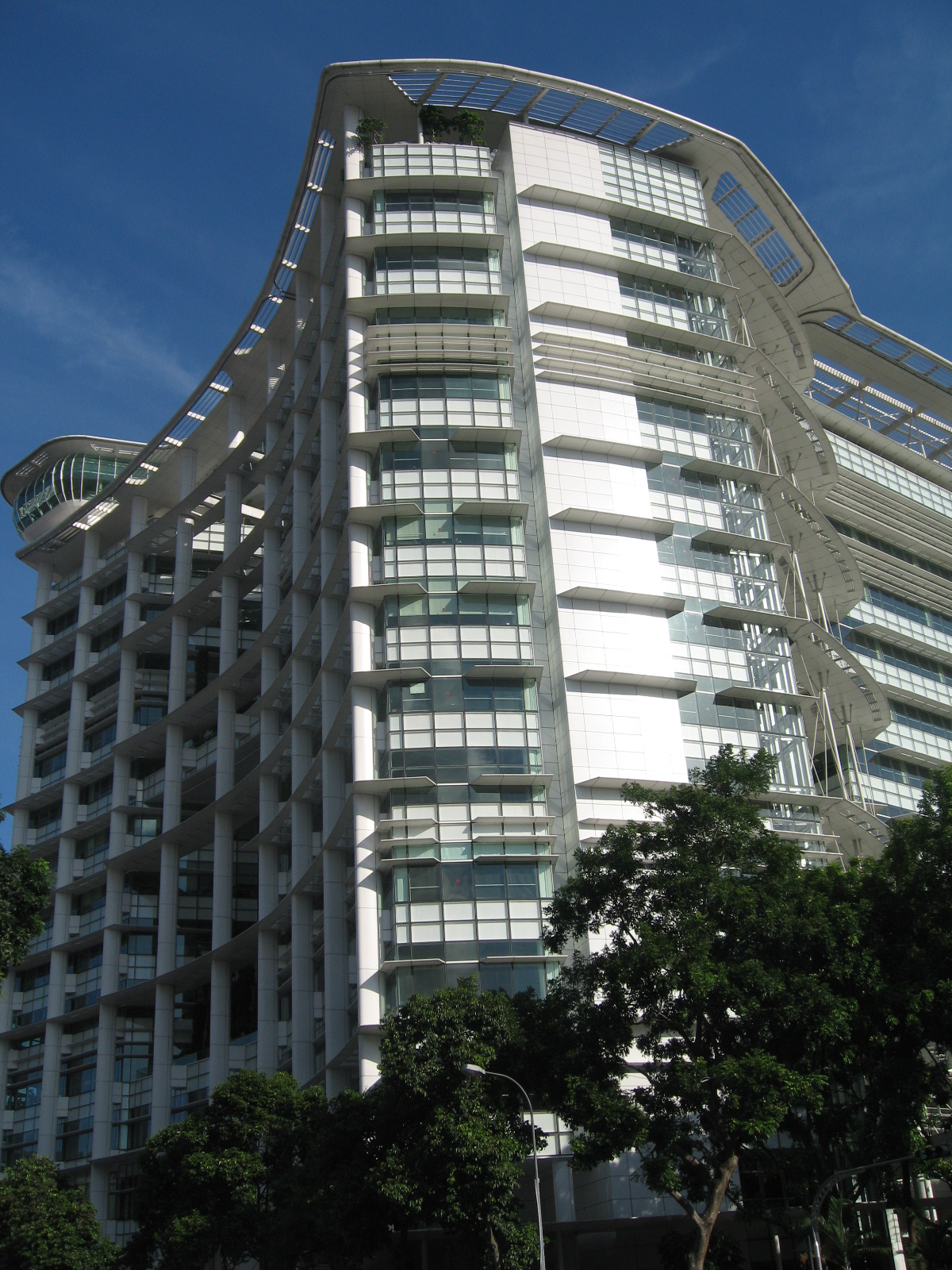
新加坡國家圖書館

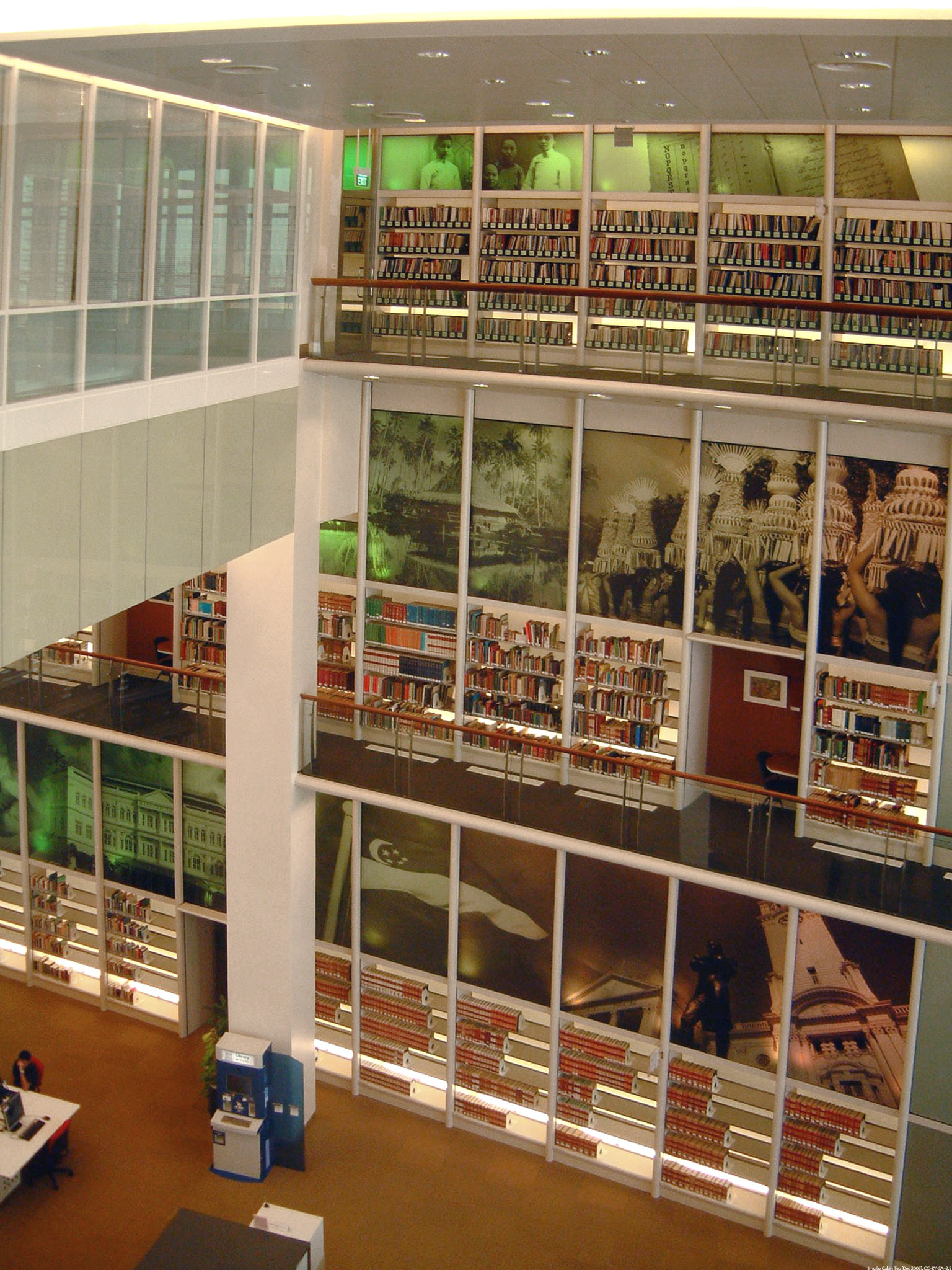
館內大廳

國家圖書館（英語：National Library），位於维多利亚街，舊館於1960年正式啟用，2004年關閉；新館於2005年7月22日啟用。

## 外部連結
- 國家圖書館邀您分享「新加坡記憶」
- 承先啟後 繼往開來》陳嘉庚與李光前
- 燙平記憶[永久]